# 月球地质年代
月球地质年代在科学界划分为五个纪（英語：period）：前酒海纪、酒海纪、雨海纪（又细分为早雨海世、晚雨海世）、爱拉托逊纪和哥白尼纪。地质年代的时间分界根据月面上的重大陨石撞击事件、撞击频率与撞击坑尺寸。透過对月面取样的放射性定年，月球地质年代的绝对年龄已基本可知。然而，特定重要事件的发生时间仍然有很大争议，因为月表地质单元取样还很不完全，而且大多数月表样本受到了漫长时间跨度内小陨石微粒撞击的污染。

## 月球地层学
形成月球表面的主要地质过程是撞击坑与火山作用。使用标准的地层学原理，可以对这些地质事件在时间上排序。月海曾经被认为是具有单独年龄的独立地层单元，但现在认识到月球火山作用是一个延续的过程，最早开始于42亿年前并且持续到大约12亿年前。现在，撞击事件被认为是确定月球地层年龄最有效的方法，因为撞击事件数量众多，并且在地质史上撞击是瞬时事件。撞击坑在漫长时间内的后效改变了月貌，并可定量化评估撞击坑的侵蚀状态以确定其相对年龄。
月球地质年代的划分是基于传统的月貌标记的识别，因此不应该认为在月球地质年代交界的时间段内发生了任何地质过程的重要变化。通过从月球获得的岩石土壤样本，人类已经能对一些地质年代的纪确定绝对年龄。但必须注意某些纪的年龄是未确定的或是有很大争议。在月表的很多高地区，不可能区分前酒海纪与酒海纪的物质，因此有时被称作前雨海纪.

### 前酒海纪
前酒海纪从月球壳层形成到酒海撞击事件。酒海撞击时的溅射物是有效的地层年代学标记。已有30个撞击盆地被识别为这个地质纪中形成的，其中最古老的是南极-艾托肯盆地。

### 酒海纪
酒海纪的时间跨度从酒海撞击事件到雨海撞击事件。目前大约12个撞击盆地被识别为此地质纪中形成的，包括澄海与危海。 阿波罗16号的探月飞行的一个科学目的就是对酒海取样以确定其年龄。但是酒海撞击事件发生时间存有争议，最多引用的数据是39.2亿年，以及较少被引用的38.5亿年。最近研究表明可能更古老，为41亿年。

### 雨海纪
雨海纪已经分成了早雨海世、晚雨海世。早雨海世的时间跨度是从雨海撞击事件到东海撞击事件。雨海的形成年代过去一般认为是38.5亿年前，但中国地质科学院刘敦一研究员用锆石SHRIMP定年法测定美国阿波罗登月取回的月岩样品年龄，重新确定了月球雨海纪的年龄应为39.2亿年，而不是38.5亿年，这一数据在2010年3月美国休斯敦举办的月球与行星科学大会上得到了国际认可。早雨海世之后大型撞击事件基本停止，除了在晚雨海世撞击形成的Schrödinger盆地外，月面再无大型多环撞击盆地形成。
晚雨海世的时间跨度为东海撞击事件到特定尺寸(DL)的撞击坑被侵蚀过程湮没的时间。 东海撞击事件的发生时间由于没有取样，因而不能直接确定。但应早于37.2亿年（基于早雨海世的月海玄武岩的年代）并可能上推到38.4亿年（基于东海溅射物上撞击坑的尺寸-频度分布）。大约三分之二的充填月海的玄武岩喷出发生在晚雨海世。

### 爱拉托逊纪
爱拉托逊纪的开始时间定义为特定尺寸(DL)的地质单元的撞击坑被侵蚀过程完全湮没所用的时间（大约32亿年）。主要侵蚀手段是后续的陨石撞击，月震也发挥了一点作用。爱拉托逊纪的结束时间定义为明亮的新被溅射的月面物质由于空间风化过程而变暗所需的时间。实际用月坑周围看不到放射纹所需时间来定义，大约为11亿年。不过这种定义近来也受到很大批评，认为月坑周围明亮的放射纹是由于多种原因形成的，放射纹变黯淡过程与空间风化作用不相关。概括而言，爱拉托逊纪中形成的月坑仍然能清楚分辨，但月坑周围的放射纹已经被侵蚀看不到了。爱拉托逊纪的命名源自具有典型样貌的厄拉多塞陨石坑。

### 哥白尼纪
哥白尼纪是最年轻的月球地质年代。最初哥白尼纪的开始时间用撞击坑周围明亮的放射纹的存在来定义。但正如上述提到的批评，放射纹是由于多种原因形成的。哥白尼纪的开始时期并不对应于哥白尼环形山形成的时间。一般把哥白尼纪的时间跨度定为11亿年前到现在。